# Guanambi (tiểu vùng)
Guanambi là một tiểu vùng thuộc bang Bahia, Brasil. Tiều vùng này có diện tích 22669 km², dân số năm 2007 là 353778 người.